# Chucho Narvaez
Jesús Narvaez Y Suárez, mais conhecido como Chucho Narvaez (Cidade do México, 1922) é um diretor de fotografia, repórter cinematográfico e documentarista méxico-brasileiro. Começou sua longa carreira nos estúdios Churubusco e Azteca, na cidade onde nasceu. Nesta ocasião, Chucho Narvaez trabalhou com grandes nomes do cinema mexicano como Cantinflas, Pedro Armendáriz, Dolores del Rio e outros.
Na década de 1940 morou nos EUA e trabalhou em grandes estúdios em Hollywood. Vive no Brasil desde 1948, quando chegou para rodar uma produção americana. Trabalhou na Atlântida Cinematográfica, na era de ouro das chanchadas, com Oscarito, Grande Otelo, Anselmo Duarte, Cyll Farney, Eliana, Carlos Manga e Watson Macedo.
Em 1965 foi um dos fundadores da Rede Globo, onde ajudou a formar a equipe de repórteres cinematográficos e realizou grandes reportagens como: A guerrilha boliviana de Che Guevara, Assassinato de Bob Kennedy, a visita ao Brasil da Rainha Elizabeth II, entre outras. Em 1969, passou a trabalhar, na Rede Globo, com o polêmico jornalista e político Amaral Netto, e cria um novo estilo de documentários na TV com o programa Amaral Netto, o Repórter. Anos mais tarde, nas década de 1980 e 1990, passa a dirigir o Centro de TV e Cinema da Petrobras.